# Tomte
Tomte war eine deutschsprachige Indie-Rock-Band aus Hamburg.

## Geschichte

### Gründung und Anfänge (1987–1996)
Die Band wurde 1987/88 ursprünglich unter dem Namen Warpigs in dem norddeutschen Städtchen Hemmoor gegründet. Später benannte man sich um in Tomte Tummetott nach dem gleichnamigen Kinderbuch von Astrid Lindgren, schließlich wurde der Bandname auf Tomte reduziert.
1991 nahm Tomte Tummetott ein Demo-Tape im Wohnzimmer des Sängers und Bassisten Christian Stemmann auf, welches bis heute jedoch unveröffentlicht ist. Erst 1994 folgt das nächste, diesmal schon als Tomte. Darauf enthalten ist unter anderem der Song Der Egoisté, der später auf einer CD-Beilage des Komm küssen Fanzines erschien. Im Jahr 1996 erschien die erste Single Blinkmuffel als 7″.

### Vom ersten Album bis zu den ersten Erfolgen (1998–2005)
Der befreundete Marcus Wiebusch (Kettcar) nahm das erste Album Du weißt, was ich meine auf, welches 1998 erschien. Danach ging es zum ersten Mal auf Tour. Um das zweite Album Eine sonnige Nacht im Jahr 2000 zu veröffentlichen, gründete Tomte das Label Hotel van Cleef. Der Song Korn & Sprite verschaffte Tomte schließlich einen ersten, kleinen Achtungserfolg; das ebenfalls auf dem Album veröffentlichte Wilhelm, das war nichts schaffte den Sprung zu einem kleinen Klassiker.
Durch den Zusammenschluss mit Wiebuschs Plattenfirma B.A. Records entstand das Label Grand Hotel van Cleef. 2003 erschien schließlich das dritte Album Hinter all diesen Fenstern, welches durch eine deutlich professionellere und opulentere Produktion und ein abgeklärteres Songwriting besticht. Es konnte immerhin Platz 50 in den deutschen Albumcharts erreichen und gelangte auf Platz 1 der Leser- und auf Platz 5 der Kritikerjahrescharts 2003 des Magazins Spex. Das Video zu Schreit den Namen meiner Mutter kam auf zahlreiche Einsätze im Musikfernsehen.
Seit der Veröffentlichung von Hinter all diesen Fenstern schreibt die Band eine kleine, aber stetige Erfolgsgeschichte – so konnten mittlerweile viele ausverkaufte Clubgigs, sowie Auftritte im Vorprogramm von Coldplay, auf der FM4-Bühne am Wiener Donauinselfest vor über 20.000 Zuschauern oder auf den größten deutschen Festivals Hurricane und Rock am Ring gefeiert werden.

### Der Durchbruch mitBuchstaben über der StadtundHeureka(2006–2009)
Anfang 2006 erschien das vierte Album Buchstaben über der Stadt, welches auf Platz 4 der Charts einstieg. Die erste Single Ich sang die ganze Zeit von dir erreichte Platz 38 in den deutschen Singlecharts. Die Songs Norden der Welt und New York erreichten zudem als Radioauskopplung bzw. Downloadveröffentlichung Bekanntheit. 2007 lud das Goethe-Institut die Band zu mehreren Auftritten nach Russland ein. Tomte spielte in Moskau, Nowosibirsk, Jekaterinburg und Krasnojarsk.
Am 10. Oktober 2008 wurde das neue Album Heureka veröffentlicht, die erste Single mit dem Titel Der letzte große Wal erschien bereits am 19. September 2008. 
Im September 2009 ging Tomte als Vorband der befreundeten Band The Weakerthans auf US-Tour und gab vier Konzerte in Boston, New York und Washington. Im Dezember 2009 erschien die 7"-Single Live from the Eastcoast mit den bei der US-Tour aufgenommenen Songs Voran, voran und Nichts ist so schön auf der Welt wie betrunken traurige Musik zu hören vom Album Heureka. Die Single ist auf 500 Exemplare limitiert und enthält jeweils ein exklusives Foto der Tour.

### Pause (seit 2010)
Seit Ende des Jahres 2010 pausiert die Band auf unbestimmte Zeit. Sänger, Gründer und Frontmann Thees Uhlmann veröffentlichte in der Zwischenzeit drei Soloalben, von dem das zweite in den Albumcharts den 2. Platz erreichte. Uhlmanns Band bestand in den ersten zwei Jahren u. a. auch aus Tomte-Bassist Nikolai Potthoff. Während Uhlmann von einer Pause spricht, gab Schröder 2013 die Auflösung der Band bekannt.
Dennis Becker und Max Martin Schröder spielen unter anderem in der Live-Band von Leslie Clio, die Nikolai Potthoff produziert. Simon Frontzek spielt Konzerte als Sir Simon, ist als Produzent von den Kilians oder Spaceman Spiff tätig und ebenfalls Teil von Thees Uhlmann & Band. Max Schröder ist Teil des Band-Projekts Die Höchste Eisenbahn und spielt dort Schlagzeug. Zeitweise vertrat er Tobias Kuhn in der Liveband von Thees Uhlmann an der Gitarre.
Am 26. August 2012 spielten Tomte in Urbesetzung (Thees Uhlmann, Timo Bodenstein, Christian Stemmann) als Special Guests bei 10. Jahre Grand Hotel van Cleef auf der Hamburger Trabrennbahn. 10 Jahre später wurde am 25. August 2022 zum 20. Geburtstag des Grand Hotel van Cleefs erneut in selbiger Besetzung ein Song gespielt.

## Besetzung
Zunächst in wechselnder Besetzung kristallisierte sich ab etwa 1994 das Trio Thees Uhlmann, Christian „Stemmi“ Stemmann und Timo Bodenstein heraus. Dabei teilten sich Uhlmann und Stemman anfangs Songwriting und Gesangsparts etwa gleichmäßig und spielten abwechselnd Gitarre und Bass, während Bodenstein Schlagzeug spielte. Diese Aufgabenteilung veränderte sich bis 2001 dahingehend, dass Stemmann überwiegend Bass spielte und kaum noch Songs einbrachte. Das letztes Konzert in dieser Zusammensetzung fand am 6. Januar 2001 in der Roten Flora in Hamburg statt. Danach verließ Stemmann die Band, Olli Koch von Marr wurde fester Bassist. 2003 stieß dessen Bandkollege Dennis Becker als zweiter Gitarrist dazu. Ab der Tour 2005 war Max Schröder, bekannt als Der Hund Marie von den Labelkollegen Olli Schulz und der Hund Marie, Mitglied; er spielte zunächst Klavier und Keyboard und trat dann an die Stelle von Schlagzeuger Timo Bodenstein, der die Band vor den Aufnahmen zum Album Heureka im Jahr 2008 verließ. Simon Frontzek (Sir Simon Battle) kam als Keyboarder neu in die Band. Im August gab die Band dann bekannt, dass Oliver Koch aus gesundheitlichen Gründen durch Nikolai Potthoff ersetzt werde. Zuvor hatte Potthoff schon auf mehreren Konzerten Koch am Bass ersetzt.

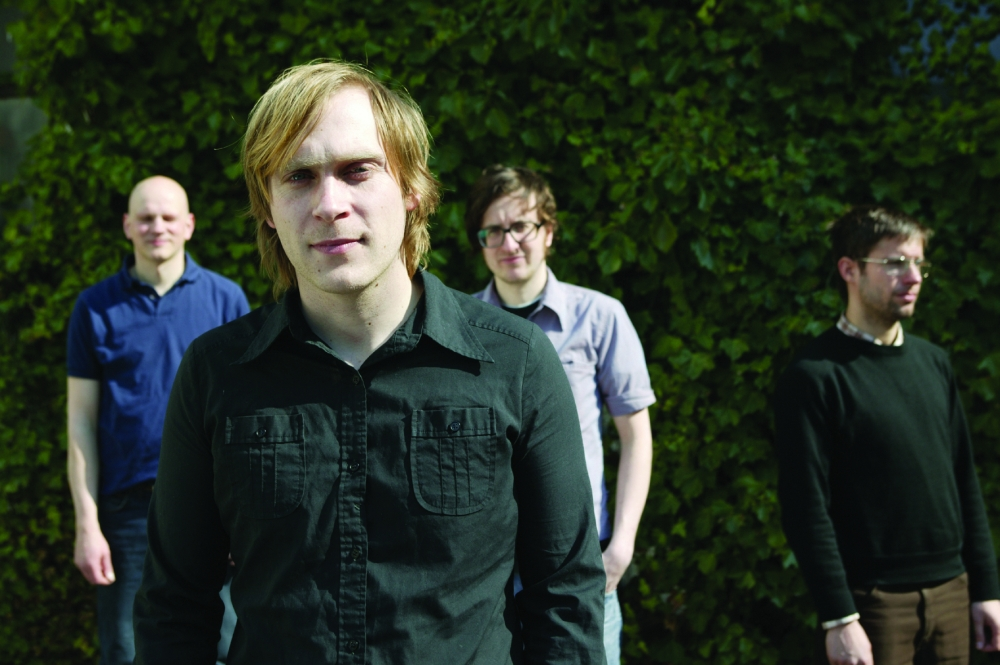
Offizielles Bandfoto von 2005
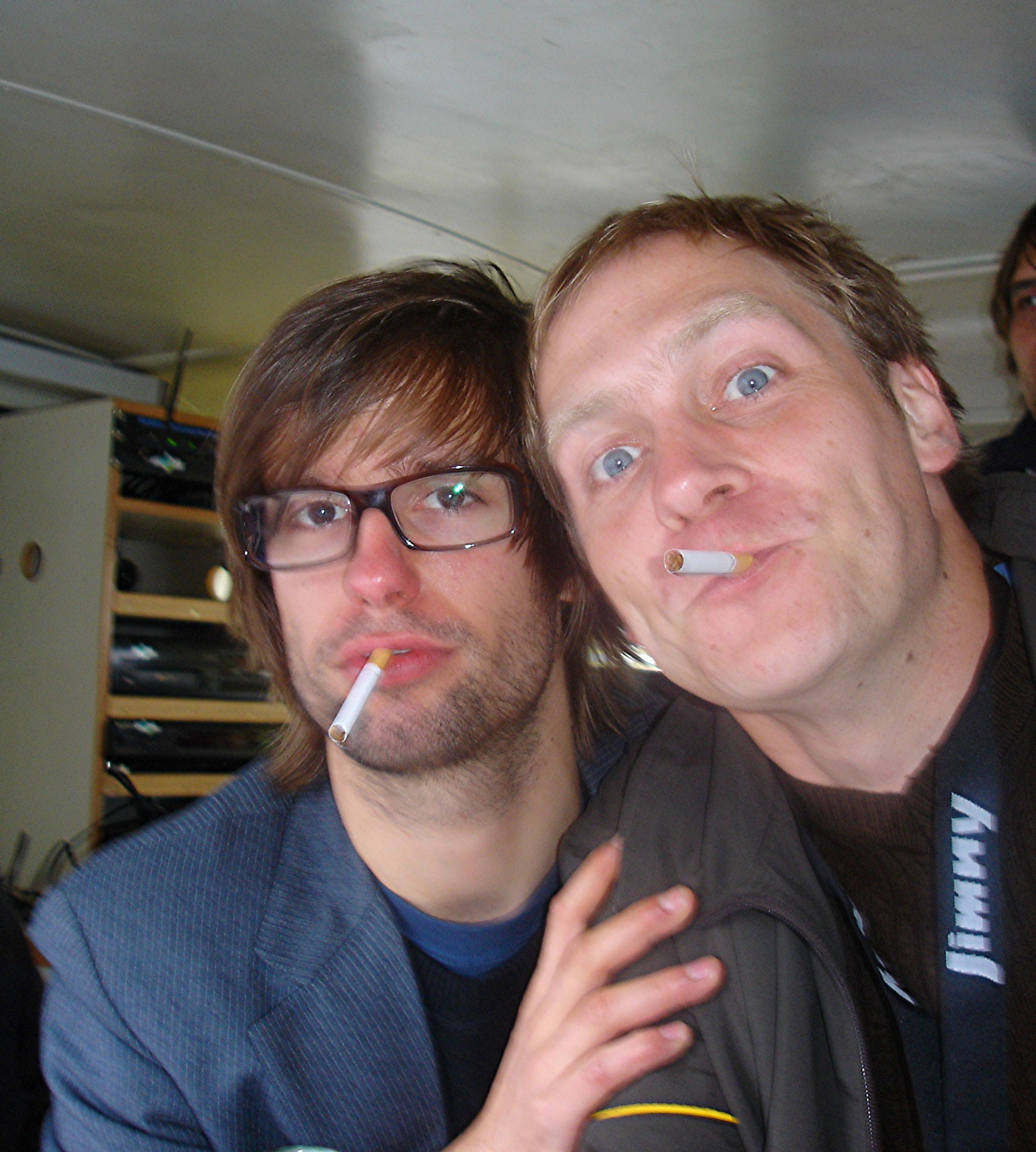
Oliver Koch (l.) und Thees Uhlmann
Tomte live beim GhvC-Festival in Bonn am 6. August 2006
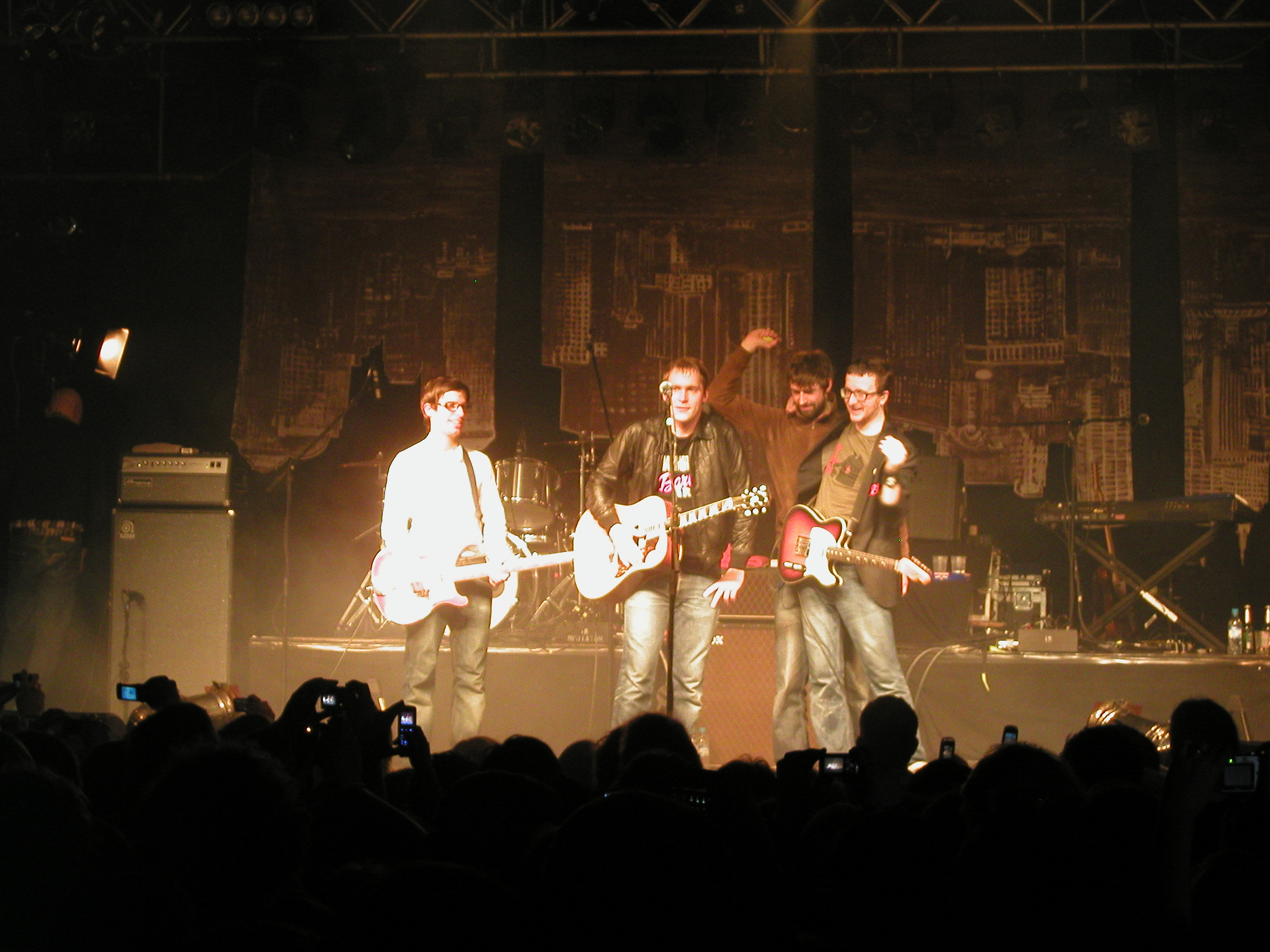
Tomte beim Konzert in der Kölner Live Music Hall am 11. März 2006
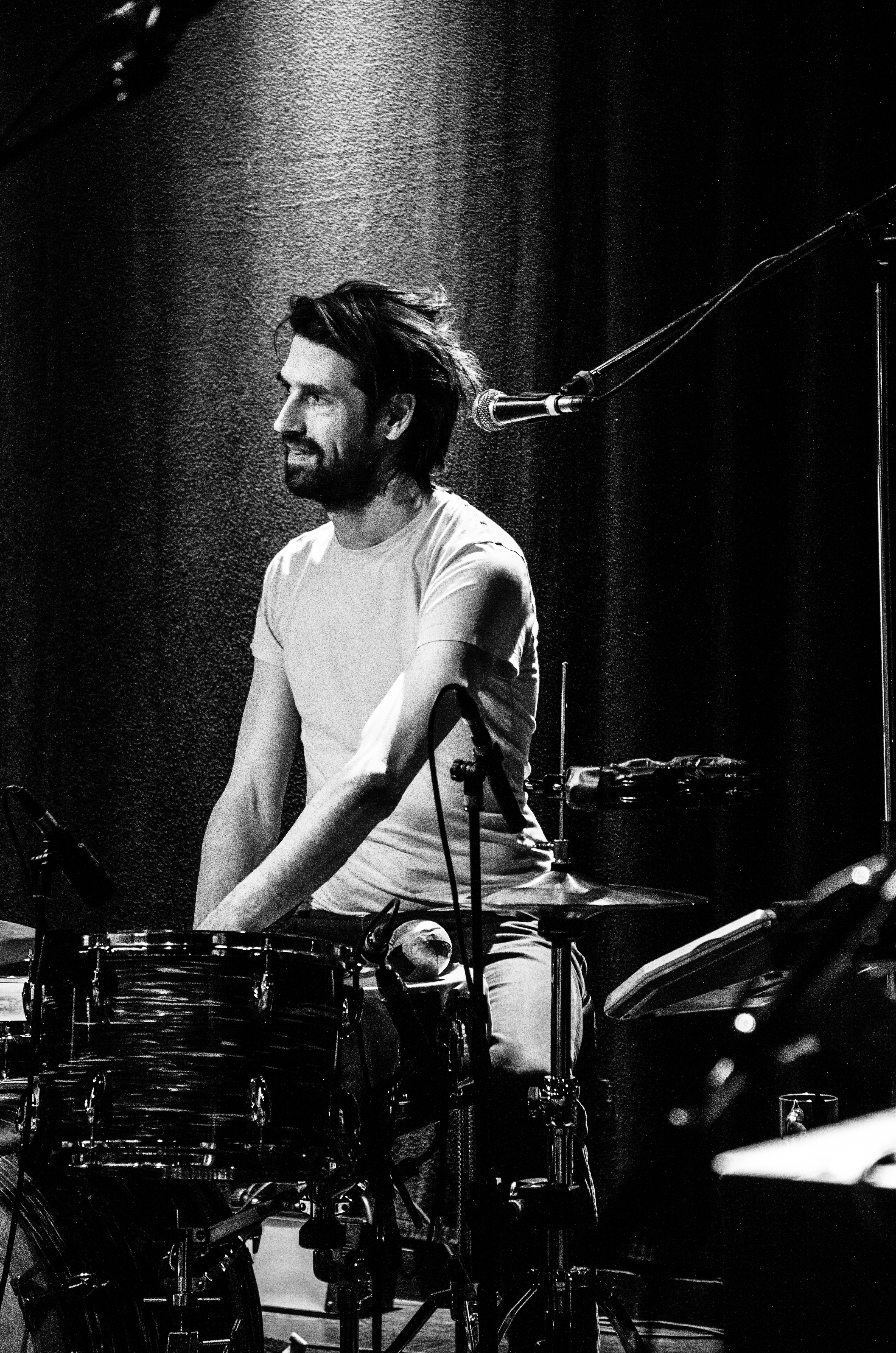
Schlagzeuger Max Schröder

## Diskografie

### Studioalben
| Jahr | Titel                      | Höchstplatzierung, Gesamtwochen, AuszeichnungChartplatzierungen (Jahr, Titel, Platzierungen, Wochen, Auszeichnungen, Anmerkungen) | Höchstplatzierung, Gesamtwochen, AuszeichnungChartplatzierungen (Jahr, Titel, Platzierungen, Wochen, Auszeichnungen, Anmerkungen) | Höchstplatzierung, Gesamtwochen, AuszeichnungChartplatzierungen (Jahr, Titel, Platzierungen, Wochen, Auszeichnungen, Anmerkungen) | Anmerkungen                            |
| Jahr | Titel                      | DE | AT | CH | Anmerkungen                            |
| ---- | -------------------------- | --- | --- | --- | -------------------------------------- |
| 1998 | Du weißt, was ich meine    | — | — | — | Erstveröffentlichung: 20. März 1998    |
| 2000 | Eine sonnige Nacht         | — | — | — | Erstveröffentlichung: 2. Oktober 2000  |
| 2003 | Hinter all diesen Fenstern | DE50 (4 Wo.)DE | — | — | Erstveröffentlichung: 28. April 2003   |
| 2006 | Buchstaben über der Stadt  | DE4 (8 Wo.)DE | AT29 (6 Wo.)AT | CH96 (1 Wo.)CH | Erstveröffentlichung: 3. Februar 2006  |
| 2008 | Heureka                    | DE9 (5 Wo.)DE | AT36 (2 Wo.)AT | CH75 (4 Wo.)CH | Erstveröffentlichung: 10. Oktober 2008 |

### Kompilationen
| Jahr | Titel                                                    | Höchstplatzierung, Gesamtwochen, AuszeichnungChartplatzierungen (Jahr, Titel, Platzierungen, Wochen, Auszeichnungen, Anmerkungen) | Höchstplatzierung, Gesamtwochen, AuszeichnungChartplatzierungen (Jahr, Titel, Platzierungen, Wochen, Auszeichnungen, Anmerkungen) | Höchstplatzierung, Gesamtwochen, AuszeichnungChartplatzierungen (Jahr, Titel, Platzierungen, Wochen, Auszeichnungen, Anmerkungen) | Anmerkungen                            |
| Jahr | Titel                                                    | DE | AT | CH | Anmerkungen                            |
| ---- | -------------------------------------------------------- | --- | --- | --- | -------------------------------------- |
| 2024 | Sincerely, Thees Uhlmann – Das Beste von Tomte bis heute | DE7 (1 Wo.)DE | — | — | Erstveröffentlichung: 6. Dezember 2024 |

### Singles
| Jahr | Titel Album                                               | Höchstplatzierung, Gesamtwochen, AuszeichnungChartplatzierungen (Jahr, Titel, Album, Platzierungen, Wochen, Auszeichnungen, Anmerkungen) | Höchstplatzierung, Gesamtwochen, AuszeichnungChartplatzierungen (Jahr, Titel, Album, Platzierungen, Wochen, Auszeichnungen, Anmerkungen) | Anmerkungen                              |
| Jahr | Titel Album                                               | DE | AT | Anmerkungen                              |
| ---- | --------------------------------------------------------- | --- | --- | ---------------------------------------- |
| 2006 | Ich sang die ganze Zeit von dir Buchstaben über der Stadt | DE38 (5 Wo.)DE | — | Erstveröffentlichung: 27. Januar 2006    |
| 2008 | Der letzte große Wal Heureka                              | DE56 (3 Wo.)DE | AT67 (5 Wo.)AT | Erstveröffentlichung: 19. September 2008 |

Weitere Singles
- 2003: Schreit den Namen meiner Mutter (Hinter all diesen Fenstern)
- 2005: Die Bastarde, die dich jetzt nach Hause bringen (Hinter all diesen Fenstern)
- 2006: Norden der Welt (Buchstaben über der Stadt)
- 2007: Oh Yoko (Oh Yoko-Single)
- 2008: Heureka (Heureka)
- 2009: Wie siehts aus in Hamburg? (Heureka)
- 2009: Live from the Eastcoast (7"-Single, limitiert auf 500 Stück)